# アルマース (宇宙ステーション)
アルマース（Almaz、ロシア語: Алмаз）とは、ソビエト連邦の軍事宇宙ステーションまたは軌道有人ステーション("Orbital Piloted Station" - OPS)である。1971年から民間用宇宙ステーションサリュートDOS-17Kに偽装して、サリュート2号、サリュート3号、サリュート5号として打ち上げられた。アルマースはロシア語で「ダイヤモンド」という意味である。
サリュート2号は軌道に達してすぐに機能を停止したが、3号と5号は有人試験に成功した。その後ソ連国防省は、有人のアルマースは無人の偵察衛星と比べて効率的ではないという判断を下し、有人計画は1978年に中止された。

## 開発
アルマースは、アメリカ空軍の有人軌道実験室に対抗する形でウラジミール・チェロメイによって推進された。アルマースOPSは最初の乗組員を乗せて、チェロメイのUR-500プロトンロケットに搭載されて打ち上げられた。30日間から60日間に延長された監視活動や写真撮影を行い、再利用可能な帰還船で地球に戻った。
アメリカ合衆国の有人軌道実験室の設計とは異なり、アルマースは以降の乗組員のためのドッキングポートを備えていた。新規の乗組員は、やはりUR-500で打ち上げられた有人TKSで到着した。またアルマースと同様に、TKSにも独自の帰還船を備えていた。
またアルマース独自のこととして、小さなカプセルにすぐ地球に送り返すフィルムを積み込むことができた。

## 軌道有人ステーション(OPS)
OPSの基本設計は、直径4.15m、重さ20トンである。1965年から1970年まで、8つの試験モデルと2つの飛行体が建造された。5度のミッションが行われ、そのうち2度が成功だったと考えられている。この計画での合計の宇宙滞在時間は81日間である。

### OPS-1（サリュート2号）
最初のアルマースのステーション（OPS-1、アルマース101.1）はサリュート2号として公表され、1973年4月3日に打ち上げられた。軍事機密の目的のために、軌道上に達しても公にはサリュート2号と呼称された。乗組員はステーションへの飛行の準備を行ったが、打上げの翌日にOPS-1が事故を起こした。ステーションは内部の気圧が保てなくなり、運用は断念された。

### OPS-2（サリュート3号）
OPS-2（アルマース101.2）は、サリュート3号と呼ばれ、1974年6月25日に打ち上げられた。ソユーズ14号の乗組員は1974年7月に15日間をステーション上で過ごした。OPS-2の2度目の滞在員は1974年8月にソユーズ15号で打ち上げられたが、ソユーズ15号はステーションへのドッキングに失敗し、乗員はステーションに移乗できなかった。ステーションが無人となっている時に、遠隔操作でステーションの機関砲が発射され、目標の衛星に命中させることに成功した。サリュート3号は1975年1月に軌道を外れた。

### OPS-3（サリュート5号）
OPS-3（アルマース103）は、サリュート5号として打ち上げられ、1976年6月22日に軌道に入った。1976年夏と1977年冬に2人の乗組員が訪れた。

### OPS-4
次のアルマースは、Mech-A、合成開口レーダー、有人で再利用可能な帰還機TKSの3つのパネルからなる最初のステーションであるOPS-4であった。しかし、アルマース有人計画が廃止され、出番はなかった。

## 防衛
偵察のための機器の他に、アルマースの前面にはNR-23機関砲が搭載された。この機関砲はTu-22のものを改良したもので、1分間に950発撃つことができた。弾の重さは200gで、ステーションに690 m/sの相対速度で打ち出される。
機関砲で狙いを付けるために、ステーションは目標に向かって高速に姿勢を変化させることができた。
サリュート3号は、地上からの遠隔操作で衛星を狙撃することに成功した。
OPS-4は機関砲の代わりに無誘導のロケット弾を備えていたが、このシステムは公開されることも操作されることもなかった。

## アルマース-T（無人機）

アルマースレーダー衛星

アルマース計画の打ち切り後、アルマースステーションはレーダーを備えた無人の偵察衛星として再構成された。このような衛星は3機が打ち上げられ、そのうち2機が軌道への展開に成功した。

### アルマース-T
- アルマース-T - 1986年10月29日にバイコヌール宇宙基地から打ち上げられた最初のアルマース-Tである。プロトンロケットの1段目と2段目の切り離しに失敗し、軌道に達しなかった。安全システムが作動し、機体は破壊された。

### コスモス1870号
- コスモス1870号 - 1987年7月25日、71.92°の軌道傾斜角で2機目のアルマース-Tの軌道への投入に成功し、公式にはコスモス1870号と呼ばれた。2年間稼働し、1989年7月30日に軌道を外れるまで、25m以下の解像度のレーダー画像を撮影した。

### アルマース-1
- アルマース-1 - 3機目のアルマース-Tで、アルマース-1という名前で1991年3月31日に打ち上げられた。打上げ後、画像を送信するための通信アンテナが故障した。また太陽電池パネルの1枚の展開に失敗し、メインレーダーのパネルが一部ブロックされた。18ヶ月間の稼働後、アルマース-1は1992年10月17日に太平洋上空で軌道を外れた。

### アルマース-2
- アルマース-2（アルマース-1V） - 5-7mの解像度を持ち、さらに光学電子装置により2.5-4mの解像度にまですることができる新しいレーダーを備えていたが、打ち上げられなかった。

## その後
OPSは、サリュート、ミール、国際宇宙ステーション等の、その後の宇宙ステーションの基礎モジュールの元となった。